# Bouxières-aux-Dames
Bouxières-aux-Dames è un comune francese di 4 070 abitanti situato nel dipartimento della Meurthe e Mosella nella regione del Grand Est.

## Società

### Evoluzione demografica
Abitanti censiti